# Векерешть (Харгіта)
Векерешть, Векерешті (рум. Văcărești) — село у повіті Харгіта в Румунії. Входить до складу комуни Міхейлень.
Село розташоване на відстані 226 км на північ від Бухареста, 11 км на північ від М'єркуря-Чука, 91 км на північ від Брашова.

## Населення
За даними перепису населення 2002 року у селі проживали 560 осіб.
Національний склад населення села:
| Національність | Кількість осіб | Відсоток |
| -------------- | -------------- | -------- |
| угорці         | 555            | 99,1%    |
| румуни         | 5              | 0,9%     |

Рідною мовою назвали:
| Мова      | Кількість осіб | Відсоток |
| --------- | -------------- | -------- |
| угорська  | 555            | 99,1%    |
| румунська | 5              | 0,9%     |